# 张兆丰
张兆丰（1890年—1930年10月16日），河北磁县人。名献瑞。中国共产党早期领导人。

## 生平
1908年，考入保定育德中学，在该校加入同盟会。后考入陕西陆军讲武堂，毕业后在陕西靖国军任职。后加入中国社会主义青年团。1924年，加入中国共产党。同年被派到国民军中开展工作。历任国民军第三军第三混成旅参谋长、国民军第五军第三旅旅长、国民联军第2军第三师师长等职，率领北伐军进攻河南。国共合作失败后去苏联，参加了中国共产党第六次全国代表大会。1928年7月回国，任中共顺直省委委员兼军委副书记、中共中央北方局军委书记。1930年10月16日，在河北栾城组织士兵暴动时被捕遇害。
1961年7月1日，遗骨迁葬在邯郸市晋冀鲁豫烈士陵园，中央组织部和河北省委为张兆丰烈士建墓立碑。